# Thelypteris
Genre
Thelypteris est un genre de fougères de la famille des Thelypteridaceae.

## Liste d'espèces
Selon ITIS :
- Thelypteris cordata var. cordata (Fée) Proctor
- Thelypteris patens var. patens (Sw.) Small ex R. St. John
- Thelypteris patens var. smithiana Ponce
- Thelypteris puberula var. puberula (Baker) Morton
- Thelypteris abdita Proctor
- Thelypteris abrupta (Desv.) Proctor
- Thelypteris angustifolia (Willd.) Proctor
- Thelypteris augescens (Link) Munz et Johnston
- Thelypteris balbisii (Spreng.) Ching
- Thelypteris boydiae (Eat.) K. Iwats.
- Thelypteris brittonae (Slosson ex Maxon) Alain
- Thelypteris brittoniae (Slos. Ex Maxon) Alain
- Thelypteris cheilanthoides (Kunze) Proctor
- Thelypteris cordata (Fée) Proctor
- Thelypteris cyatheoides (Kaulfuss) Fosberg
- Thelypteris decussata (L.) Proctor
- Thelypteris deltoidea (Sw.) Proctor
- Thelypteris dentata (Forsk.) E. St. John
- Thelypteris exindusiata W.H. Wagner
- Thelypteris forsteri Morton
- Thelypteris germaniana (Fée) Proctor
- Thelypteris globulifera (Brack.) C.F. Reed
- Thelypteris grandis A.R. Sm.
- Thelypteris guadalupensis (Wikstr.) Proctor
- Thelypteris hastata (Fée) Proctor
- Thelypteris hildae Proctor
- Thelypteris hispidula (Dcne.) C.F. Reed
- Thelypteris inabonensis Proctor
- Thelypteris × incesta W.H. Wagner
- Thelypteris interrupta (Willd.) K. Iwats.
- Thelypteris × invisa (Sw.) Proctor (pro sp.)
- Thelypteris kunthii (Desv.) Morton
- Thelypteris leptocladia (Fée) Proctor
- Thelypteris linkiana (K. Presl) R. Tryon
- Thelypteris namophila Proctor
- Thelypteris nephrodioides (Klotzsch) Proctor
- Thelypteris nevadensis (Baker) Clute ex Morton
- Thelypteris noveboracensis (L.) Nieuwl.
- Thelypteris oligocarpa (Humb. et Bonpl. ex Willd.) Ching
- Thelypteris opposita (Vahl) Ching
- Thelypteris opulenta (Kaulfuss) Fosberg
- Thelypteris ovata R. St. John
- Thelypteris × palmeri W.H. Wagner
- Thelypteris palustris Schott
- Thelypteris parasitica (L.) Fosberg
- Thelypteris patens (Sw.) Small ex R. St. John
- Thelypteris pennata (Poir.) Morton
- Thelypteris phegopteris
- Thelypteris piedrensis (C. Christens.) Morton
- Thelypteris pilosa (Mart. et Gal.) Crawford
- Thelypteris poiteana (Bory) Proctor
- Thelypteris puberula (Baker) Morton
- Thelypteris quelpaertensis (Christ) Ching
- Thelypteris reptans (J.F. Gmel.) Morton
- Thelypteris resinifera (Desv.) Proctor
- Thelypteris reticulata (L.) Proctor
- Thelypteris retroflexa (L.) Proctor et Lourteig
- Thelypteris rheophyta Proctor
- Thelypteris × rolandii (C. Christens.) R. Tryon
- Thelypteris rudis (Kunze) Proctor
- Thelypteris sancta (L.) Ching
- Thelypteris sclerophylla (Poepp. ex Spreng.) Morton
- Thelypteris serra (Sw.) R. St. John
- Thelypteris serrata (Cav.) Alston
- Thelypteris simulata (Davenport) Nieuwl.
- Thelypteris tetragona (Sw.) Small
- Thelypteris truncata (Poir.) K. Iwats.
- Thelypteris verecunda Proctor
- Thelypteris wailele T. Flynn
- Thelypteris yaucoensis Proctor